# اکلراد
اکلراد (به هلندی: Eckelrade) یک منطقهٔ مسکونی در هلند است که در ایسدن-مارخراتن واقع شده‌است. اکلراد ۱٫۱۷ کیلومتر مربع مساحت و ۵۶۰ نفر جمعیت دارد.